# Збіжність в Lp
Збіжність в {\displaystyle L^{p}} в функціональному аналізі, теорії ймовірностей і суміжних дисциплінах — вид збіжності вимірних функцій або випадкових величин.

## Визначення
Нехай {\displaystyle (X,{\mathcal {F}},\mu )} — простір з мірою. Тоді простір {\displaystyle L^{p}\equiv L^{p}(X,{\mathcal {F}},\mu )} вимірних функцій, таких что їх {\displaystyle p}-та степінь, де {\displaystyle p\geqslant 1}, інтегровна за Лебегом, є метричним. Метрика в цьому просторі має вигляд:
{\displaystyle d(f,g)=\|f-g\|_{p}\equiv \left(\,\int \limits _{X}|f(x)-g(x)|^{p}\,\mu (dx)\,\right)^{1/p}}.
Нехай дана послідовність {\displaystyle \{f_{n}\}_{n=1}^{\infty }\subset L^{p}}. Тоді кажуть, що ця послідовність збігається в {\displaystyle L^{p}} до функції {\displaystyle f\in L^{p}}, якщо вона збігається в метриці, визначеній вище, тобто
{\displaystyle \lim \limits _{n\to \infty }\|f_{n}-f\|_{p}=0}.
Пишуть: {\displaystyle f_{n}{\stackrel {L^{p}}{\longrightarrow }}f}.
У термінах теорії ймовірностей, послідовність випадкових величин {\displaystyle \{X_{n}\}_{n=1}^{\infty }\subset L^{p}(\Omega ,{\mathcal {F}},\mathbb {P} )} збігається до {\displaystyle X} з того ж простору, якщо
{\displaystyle \lim \limits _{n\to \infty }\mathbb {E} |X_{n}-X|^{p}=0}.
Пишуть: {\displaystyle X_{n}{\stackrel {L^{p}}{\longrightarrow }}X}.

## Термінологія
- Збіжність в просторі {\displaystyle L^{1}} називається збіжністю в середньому.
- Збіжність в просторі {\displaystyle L^{2}} називається збіжністю в середньоквадратичному.

## Властивості збіжності вLp{\displaystyle L^{p}}
- Єдиність границі. Якщо {\displaystyle f_{n}{\stackrel {L^{p}}{\longrightarrow }}f} и {\displaystyle f_{n}{\stackrel {L^{p}}{\longrightarrow }}g}, то {\displaystyle f=g} {\displaystyle \mu }-майже всюди ({\displaystyle \mathbb {P} }-майже напевно).

- Простір {\displaystyle L^{p}} повний. Якщо {\displaystyle \|f_{n}-f_{m}\|_{p}\to 0} при {\displaystyle \min(n,m)\to \infty }, то існує {\displaystyle f\in L^{p}}, такий що {\displaystyle f_{n}{\stackrel {L^{p}}{\longrightarrow }}f}.

- Із збіжності в {\displaystyle L^{p}} випливає збіжність за мірою (за ймовірністю). Якщо {\displaystyle f_{n}{\stackrel {L^{p}}{\longrightarrow }}f}, то {\displaystyle f_{n}{\stackrel {\mu }{\longrightarrow }}f}.